# وليد التلاوي
وليد التلاوي هو فنان شعبي ليبي، إمتازت مسيرته الفنية بإغاني المرسكاوي الشعبية، والريغي والأغاني المغاربية والريمكس.

## مسيرته الفنية
بدأ الغناء في سنة 1995 وهو لا يتجاوز 16 عاما، حيث كان يغني في المدرسة ثم أصبح يغني في الأفراح ضمن فرقة موسيقية، بعد ذلك بدأ في التعرف علي العديد من الشعراء والفنانين الشعبيين منهم الشاعر عماد الشتيوي، والملحن والموزع جمال أبوالسعود، والشاعر عثمان مسعود.
أصدر التلاوي أول ألبوم غنائي له بعنوان بنات الموضة عام 2000.

## أهم أغانيه
- دلوع وعسول
- يا الميمة الطيبة
- اسمع وارقص
- يا دنيا لا تزيديني
- ما تبكيش